# Лыкинка
Лыкинка (бел. Лыкінка) — деревня в Мстиславском районе Могилёвской области Белоруссии. Входит в состав Ходосовского сельсовета.

## География
Деревня находится в северо-восточной части Могилёвской области, в пределах Оршанско-Могилёвской равнины, на берегах реки Язвитки (приток Волчеса), к югу от республиканской автодороги Р73, на расстоянии примерно 29 километров (по прямой) к юго-западу от Мстиславля, административного центра района. Абсолютная высота — 175 метров над уровнем моря.

## История
В конце XVIII века Лыкинка входила в состав Великого княжества Литовского. Имелась униатская церковь.
Согласно «Списку населенных мест Могилёвской губернии» 1910 года издания населённый пункт входил в состав Белицкой волости Чериковского уезда Могилёвской губернии. Имелось 58 дворов и проживало 135 человек (70 мужчин и 65 женщин).
Советская власть была установлена в январе 1918 года. Была открыта трудовая школа первой степени. В 1931 году был организован колхоз «Путь Ленина», который в 1932 году объединял 60 хозяйств и имел 573 га пашни. В 1940 году к Лыкинке был присоединён посёлок Боровой.
Во время Великой Отечественной войны, в период с 15 июля 1941 года по 30 сентября 1943 года, деревня была оккупирована немецко-фашистскими захватчиками.
До 2012 года деревня входила в состав ныне упразднённого Заболотского сельсовета.

## Население
По данным переписи 2009 года, в деревне проживало 24 человека.